# Nick Sandow
Nick Sandow (New York, 3 agosto 1966) è un attore, produttore televisivo, drammaturgo e regista cinematografico statunitense, principalmente noto per il ruolo del direttore del carcere Joe Caputo nella serie televisiva Orange Is the New Black.

## Filmografia parziale

### Cinema
- Il tempo di decidere (Return to Paradise), regia di Joseph Ruben (1998)
- Kiss (Living Out Loud), regia di Richard LaGravenese (1998)
- Plan B, regia di Greg Yaitanes (2001)
- La rivincita del campione (Resurrecting the Champ), regia di Rod Lurie (2007)
- Un marito di troppo (The Accidental Husband), regia di Griffin Dunne (2008)
- The Cold Lands, regia di Tom Gilroy (2013)
- Patti Cake$, regia di Geremy Jasper (2017)

### Televisione
- Law & Order - I due volti della giustizia (Law & Order) – serie TV, episodi 02x14-07x07-09x13 (1992-1999)
- Squadra emergenza (Third Watch) – serie TV, 12 episodi (2000-2002)
- Law & Order: Criminal Intent – serie TV, episodi 05x04-09x13 (2005-2010)
- Law & Order - Unità vittime speciali (Law & Order: Special Victims Unit) – serie TV, episodi 07x17-16x21 (2006-2015)
- CSI: Miami – serie TV, episodio 10x11 (2011)
- Boardwalk Empire - L'impero del crimine (Boardwalk Empire) – serie TV, episodi 2x06-2x09-3x09 (2011-2012)
- Orange Is the New Black – serie TV, 88 episodi (2013-2019)
- Clarice – serie TV, 13 episodi (2021)
- American Rust - Ruggine americana (American Rust) – serie TV, 6 episodi (2024)

## Doppiatori italiani
Nelle versioni in italiano delle opere in cui ha recitato, Nick Sandow è stato doppiato da:
- Michele Di Mauro in Law & Order: Criminal Intent (ep. 5x04)
- Mario Brusa in Law & Order: Criminal Intent (ep. 9x13)
- Roberto Stocchi in Un marito di troppo
- Saverio Indrio in Boardwalk Empire - L'impero del crimine
- Antonio Palumbo in Blue Bloods
- Antonio Sanna in Orange Is the New Black
- Gianluca Tusco in Patti Cake$
- Ambrogio Colombo in Clarice

## Riconoscimenti
- Screen Actors Guild Award
  - 2015 – Miglior cast in una serie commedia per Orange Is the New Black[1]
  - 2016 – Miglior cast in una serie commedia per Orange Is the New Black
  - 2017 – Miglior cast in una serie commedia per Orange Is the New Black
  - 2018 – Candidatura per il miglior cast in una serie commedia per Orange Is the New Black